# Helicocephalum corniculatum
Helicocephalum corniculatum är en svampart som beskrevs av Kitz & Embree 1989. Helicocephalum corniculatum ingår i släktet Helicocephalum och familjen Helicocephalidaceae.   Inga underarter finns listade i Catalogue of Life.